# Бакшала
Бакшала́ (раніше Мала Чертала) — річка в Україні, в межах Врадіївського, Первомайського і Доманівського районів Миколаївської області. Права притока Південного Бугу (басейн Чорного моря).

## Опис
Довжина річки 48 км, площа водозбірного басейну 766 км². Похил річки 0,94 м/км. Долина трапецієподібна, завширшки 2,5 км, завглибшки до 50 м. Річище звивисте (особливо в пониззі), завширшки до 10 м, завглибшки до 2,2 м; є перекати. Використовується на рибництво. Збудовано близько 40 невеликих водоймищ і ставків комплексного використання.

## Розташування
Бере початок з озера в смт Врадіївка (одна з приток бере початок біля села Полтавки). Тече переважно на південний схід, у нижній течії — на схід і частково на північний схід. Впадає до Південного Бугу між селом Щуцьким та смт Олександрівкою. 